# 加入，或死亡
加入，或死亡 ，是由本杰明·富兰克林所设计的政治漫画。该作品最初在1754年5月9日在《宾夕法尼亚公报》出版， ，是北美最早的为人熟知的，由英国殖民者制作的（倡导）各殖民地联盟的画作。 它是一副木刻版畫，展现一条蛇被切作八段，每一段以十三殖民地或地区的简称标记。新英格兰被画作一段，而非作为当时的四个殖民地。特拉华并没有单独列出，因其被视作宾夕法尼亚的一部分。而佐治亚，被完全忽略了。因此，这条蛇有八段而不是十三段，像传统上提及的十三殖民地那样。 当时的两个北部的英国北美殖民地，新斯科舍省和纽芬兰与拉布拉多省并没有被画入，西印度殖民地也并未被画入。这幅漫画与富兰克林关于殖民地“分裂状态”的社论一起出版，助其阐明殖民联合的重要。在美国革命战争时期，这幅画成为殖民地自由的象征。

## 七年战争时期的角色
七年战争也被称作法印战争，是一场殖民地对抗英国、法国和北美土著联盟的战争。他们为阿巴拉契亚山以西的土地而战。当时，殖民者在是否与法国及其美洲土著盟友争夺阿巴拉契亚山脉以西土地的控制权问题上存在分歧。18世纪中叶，这幅画成为针对作为外部威胁的法国和美洲原住民采取有组织地行动的必要象征。
作家菲利普·戴维森说，作为一个宣传家，富兰克林看到了政治漫画的潜力。 富兰克林提出了奥尔巴尼计划，他的漫画表明这种联合对（殖民地）避免毁灭的必要性。正如富兰克林所写：
法国对这项事业的信心似乎是建立在英国殖民地目前的分裂状态上的，而且要使这么多不同的政府和议会为我们的共同防御和安全迅速而有效地达成一致，是极为困难的；而我们的敌人在如下方面有非常大的优势：

一个议会，一个追求，一个方向… 

## 美国革命之前

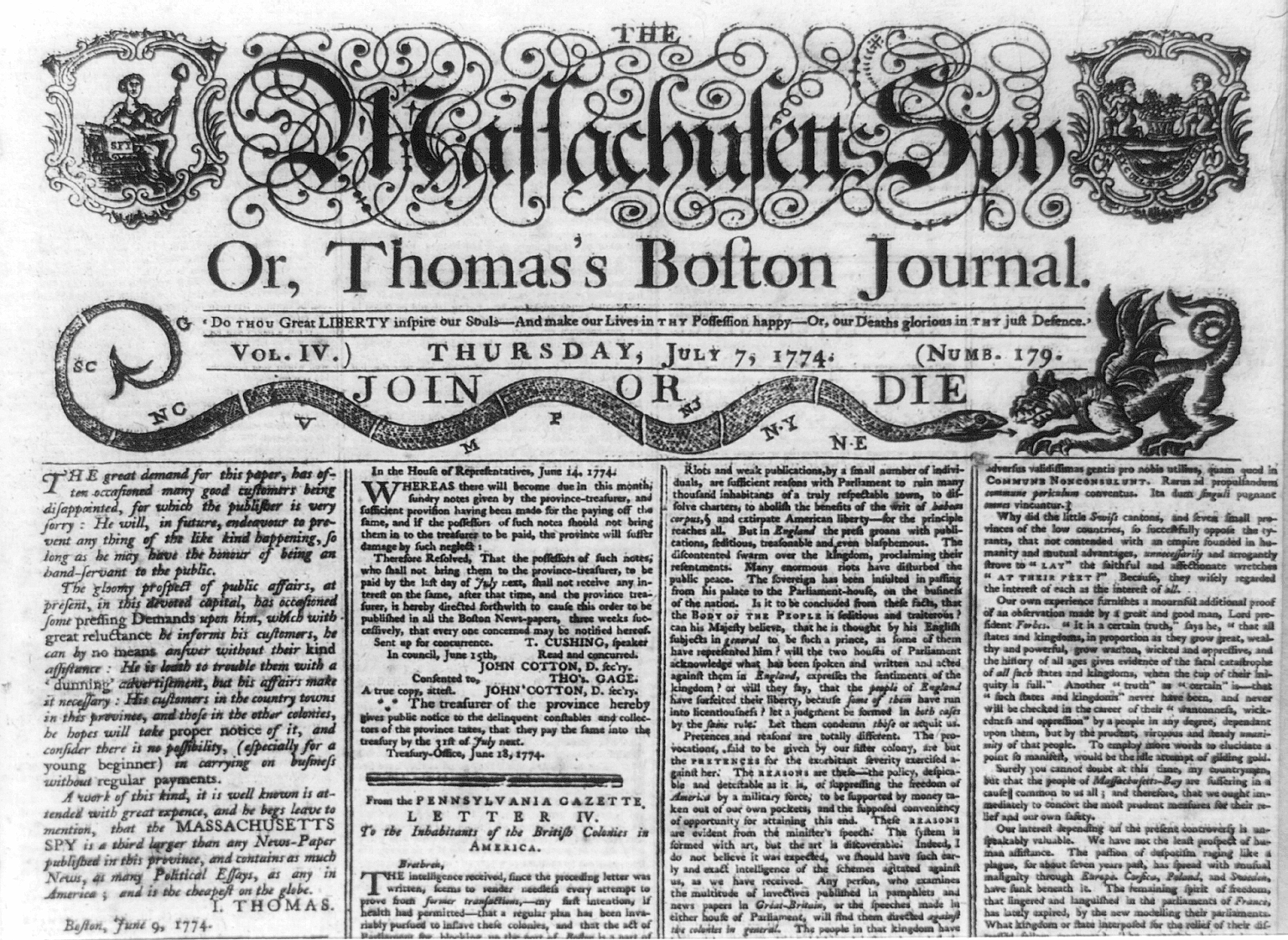
马萨诸塞谍报, 1774年7月7日

在美国革命之前，特别于1765-1766年，在印花税议会期间，富兰克林的这幅政治漫画，有着不同的含义。北美反英的殖民者，他们在《宪法公报》中用这幅漫画来说服殖民者（联合从事反英事业）。然而，将这一形象与永恒、警惕和谨慎联系在一起的爱国者并不是唯一一个看到这幅漫画新诠释的人。效忠派看到了这幅画中带有的更多圣经传统，如阴谋诡计、欺骗和背叛。当时富兰克林本人反对使用他的漫画（进行反英），相反他主张温和的政治政策；1766年，他出版了一部新的漫画《大英帝国：殖民地减少》， 在其中，富兰克林警告说，英国有可能失去其北美殖民地——以女性的四肢被切断的形象表达。然而，由于富兰克林最初的漫画，《信使》在英国被认为是最激进的出版物之一。
1754年和1765年使用“加入，或死亡”的区别在于：富兰克林（1754年）设计该漫画来团结殖民地，以“管理印第安人关系”和防御法国，但在1765年，北美殖民者使用它来促进殖民地联合反抗英国。在此期间，“加入，或死亡”一词在一些州，如纽约州和宾夕法尼亚州变为“联合，或死亡”（unite, or die）。
在这份漫画在印花税议会期间出版后不久，在纽约和马萨诸塞州出版了几个变种，几个月后，它传播到了弗吉尼亚和南卡罗来纳。在纽约和宾夕法尼亚等一些州，这份漫画连续每周出版，持续了一年多。1774年7月7日，保罗·里维尔（Paul Revere）修改了这幅漫画，使之与《马萨诸塞谍报》的刊头相吻合。

## 遗产
这幅漫画在美国历史上被广泛地重印和重画。漫画的变种有不同的文本，例如“团结，或死亡”，以及不同的标记片段，这取决于所呼吁的政治机构。在美国革命战争期间，这一形象成为殖民联合和反抗英国压迫的有力象征。在美国内战中双方都对此漫画做了各自修改，为其目的而服务。
- "加入，或死亡"的拉丁文翻译（jungite aut perite）被用作费城联盟协会球队的官方座右铭。一条蛇也以其标志作为这幅漫画的典故（暗指）。[9]

- 以这幅漫画为特色的旗帜在电视迷你剧《约翰·亚当斯》的开场白中被突出展现，是迷你剧第一部分的标题。

- 脫口秀主持人克雷格·弗格森将这幅漫画纹在他右前臂伸到手腕的内侧，以纪念他成为一名美国公民。[10][11]

弗格森还将他在美国电视历史频道的喜剧脱口秀命名为：“与克雷格·弗格森一起加入或死亡”（效仿漫画命名）。该节目于2016年2月开始播出。
- 在电视剧NCIS中，“加入，或死亡”蛇的形象被作为对受害者的威胁而传递。它被用作一个国内军事恐怖组织的象征。

- “加入，或死亡”是电子游戏“刺客信条三”的特别版本的名字，该游戏设置于美国革命战争期间。

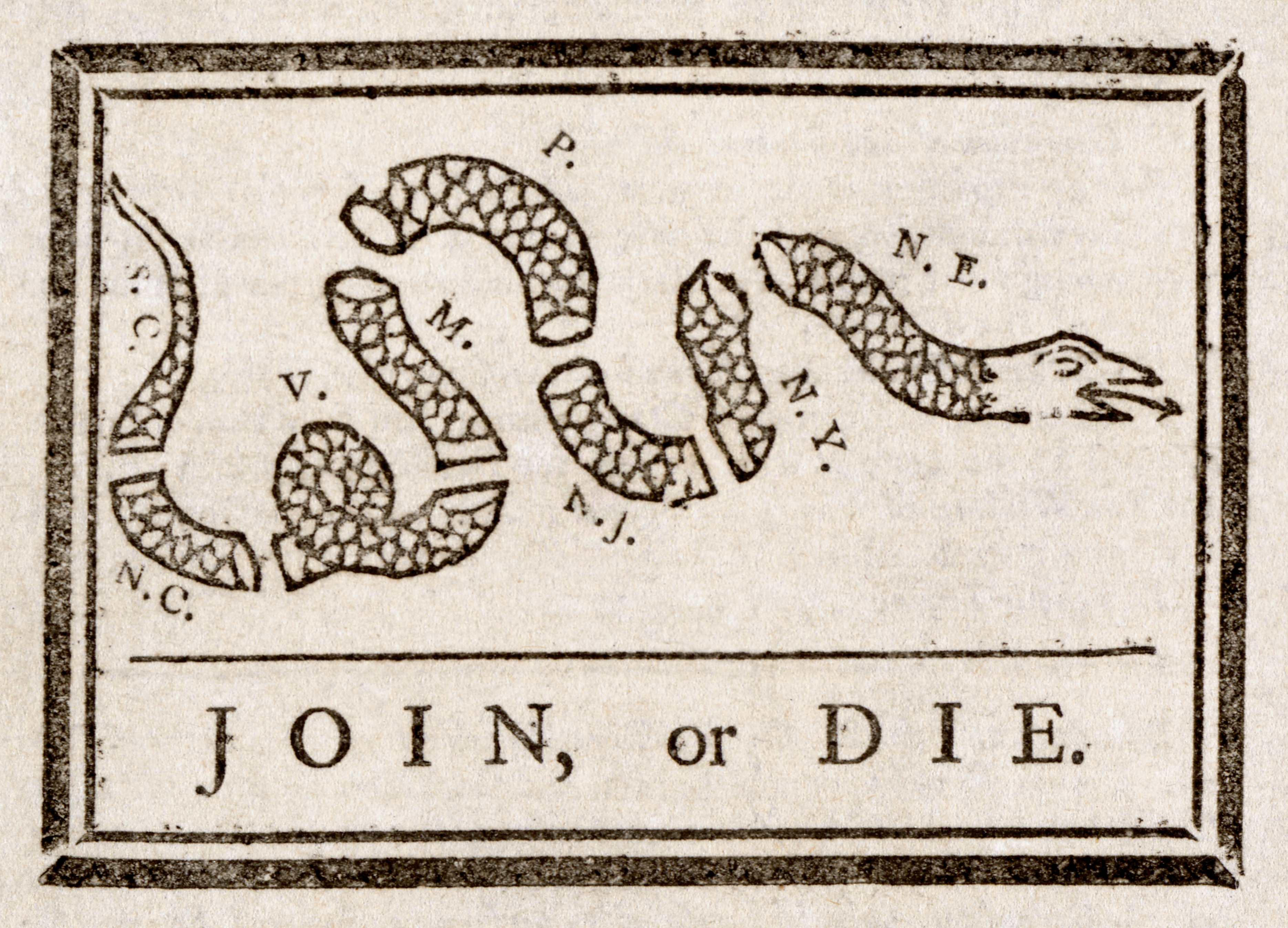
加入，或死亡，由 本杰明·富兰克林所作， 被重用于鼓励各殖民地联合起来对抗英国统治

- 在TNT电视节目《天空坠落》中，当教皇和他的歹徒团伙被汤姆·梅森的火力围困时，教皇向梅森问询选择，梅森回答说：“加入，否则就死！（Join, or Die!）”，梅森的一部分背景就在于他是一位波士顿大学的历史教授，并教授包括美国革命在内的课程。

- 在第二季第十集的福克斯电视剧《睡谷》中，原版漫画“加入，或死亡”被本杰明·富兰克林画出，暗指一条真正的河流。从实际地图上看，蛇嘴所在之地就是主人公找到那把附魔之剑的地方。

- NBA球队费城76人将蛇融入自由钟的标志中，创造了一个特别版的2018年季后赛标志，尽管其使用的是后来替代版本，“联合，或死亡”。

- 在整个游戏《辐射4》中，这些海报可以在无实物对应的建筑物中找到。

## 拓展阅读
- Copeland, David. "'Join, or die': America's press during the French and Indian War." Journalism History (1998) 24#3 pp: 112-23 online（页面存档备份，存于）
- Olson, Lester C. "Benjamin Franklin's pictorial representations of the British colonies in America: A study in rhetorical iconology." Quarterly Journal of Speech 73.1 (1987): 18-42.